# Coventry Carol

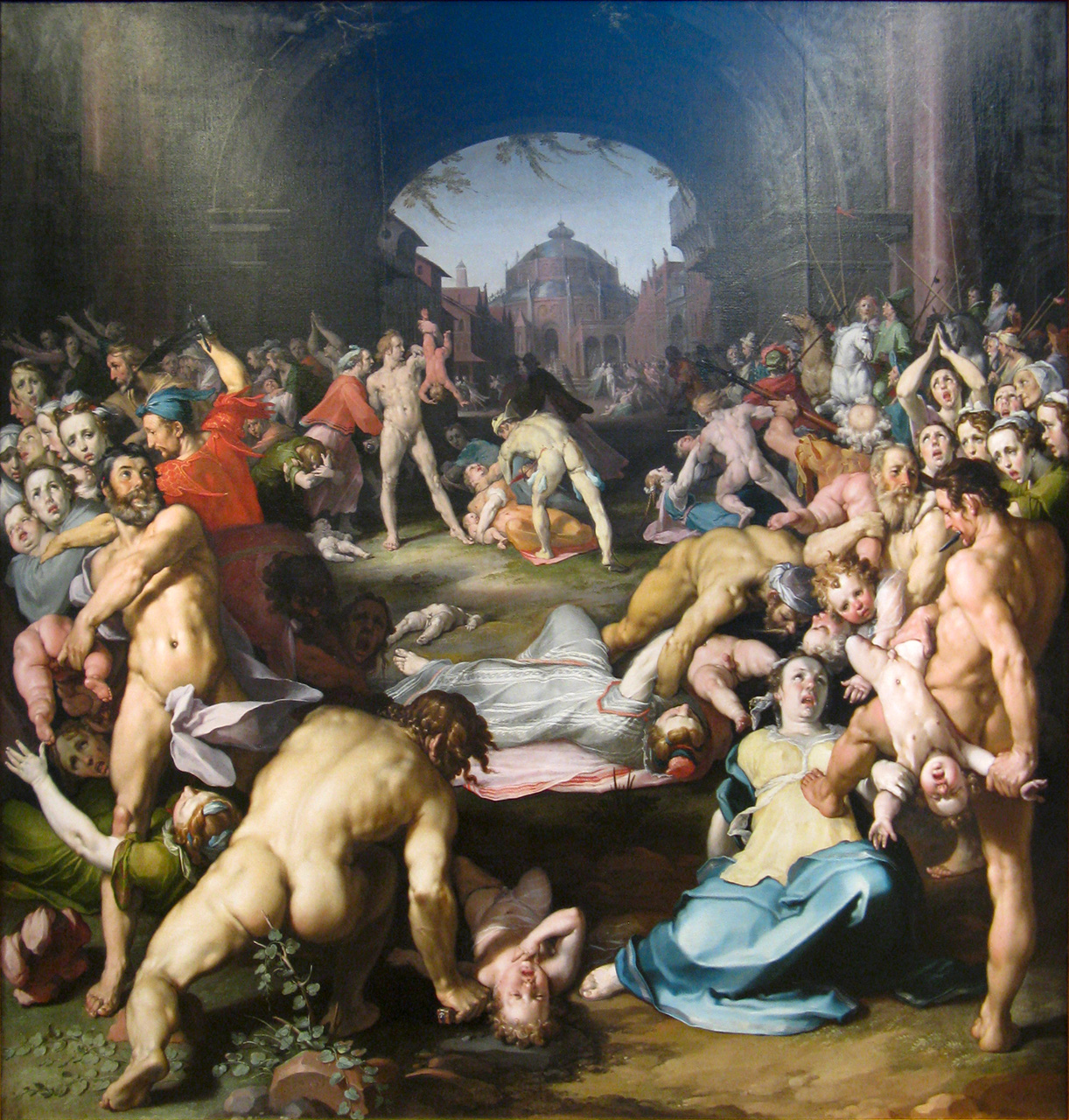
Избиение младенцев (1591) Корнелиса Корнелиссена

«Coventry Carol» — английская рождественская песня XVI века. Традиционно этот кэрол исполнялся в Ковентри (Англия) как часть мистерии «The Pageant of the Shearmen and Tailors», пересказывающей вторую главу Евангелия от Матфея: избиение младенцев в Вифлееме по приказу Ирода. Песня составлена в виде колыбельной, которую поют матери обречённым детям.
В музыке прослеживается узнаваемая пикардийская терция. Автор песни неизвестен. Самый старый известный вариант текста записан Робертом Кроо в 1534 году, а мелодии — в 1591 году.

## История и текст
Данный кэрол — вторая из трёх песен, исполняемых в постановке «Pageant of the Shearmen and Tailors» городскими гильдиями.
Точная дата появления текста неизвестна, хотя имеются указания на инсценировки гильдии Ковентри с 1392 года. Единственный сохранившийся текст кэрола и театрализованного представления вышел в редакции Роберта Кроо 14 марта 1534 года. Кроо (или Кроу) работал несколько лет распорядителем городских праздников. За 20 лет он скопил деньги за роль Бога в театрализованном представлении, за изготовление шляпы «фарисеев», починку, пошив других костюмов и реквизита, написание новых диалогов и копирование «Shearmen and Tailors' Pageant». Кроо, видимо, работал над адаптацией и редактированием старого материала, добавив свой непримечательный стих.
Религиозные перемены конца XVI века отразились на мистериях, однако книга Кроо с песнями сохранилась, и текст опубликовал антиквар Томас Шарп в 1817 году. Шарп выпустил второе издание в 1825 году, куда вошла мелодия песни. Оба издания были факсимильными копиями рукописи Кроо, которая хранилась в коллекции Бирмингемской библиотеки, пока не сгорела в пожаре 1879 года. Поэтому копия Шарпа остаётся единственным источником, учитывая репутацию Шарпа, как внимательного исследователя.
В инсценировке кэрол исполняли три женщины из Вифлеема, которые выходили на сцену с детьми после того, как Иосифа ангел предупредил переехать с семьёй в Египет.
| Оригинал | Современная орфография | Перевод на русский язык                                                                                    |
| --- | --- | --- |
| Lully, lulla, thow littell tine child, By by, lully, lullay thow littell tyne child, By by, lully, lullay!               | Lully, lullay, thou little tiny child, Bye bye, lully, lullay. Thou little tiny child, Bye bye, lully, lullay.              | Люли, люли, крошка, Баю-бай, люли, люли. Ах, ты малютка-крошка, Баю-бай, люли, люли.                       |
| O sisters too, how may we do For to preserve this day This pore yongling for whom we do singe By by, lully, lullay?      | O sisters too, how may we do For to preserve this day This poor youngling for whom we sing, «Bye bye, lully, lullay»?       | О, сёстры, как же быть, Как этот день нам отвратить От бедных малышей, кому поём мы «Баю-бай, люли, люли»? |
| Herod, the king, in his raging, Chargid he hath this day His men of might in his owne sight All yonge children to slay,— | Herod the king, in his raging, Chargèd he hath this day His men of might in his own sight All young children to slay.       | Царь Ирод в гневе Дал сегодня поручения Своим людям по его усмотрению Всех деток погубить.                 |
| That wo is me, pore child, for thee, And ever morne and may For thi parting nether say nor singe, By by, lully, lullay.  | That woe is me, poor child, for thee And ever mourn and may For thy parting neither say nor sing, «Bye bye, lully, lullay.» | То скорбь моя, несчастное дитя, Стенаю о разлуке я Ни словом и ни песней «Баю-бай, люли, люли».            |

Публикация Шарпа способствовала возрождению интереса к инсценировкам и песням, особенно в самом Ковентри. Хотя цикл мистерий Ковентри традиционно проводится летом, в наши дни колыбельная считается рождественской песней. Широким массам людей песня стала известна после трансляции Би-би-си на Рождество 1940 года, вскоре после бомбардировки Ковентри во время Второй мировой войны. Эфир оканчивался песней с демонстрацией кадров руин собора Ковентри.

## Мелодия
Мелодия кэрола добавлена к рукописи Кроо значительно позже Томасом Маудиком 13 мая 1591 года. Маудик написал музыку в размере три четверти, хотя его причастность к мелодии оспаривается, а стиль мелодии может свидетельствовать о её раннем появлении. Три вокальные партии (альт, тенор и баритон) подтверждают факт, что роли матерей исполняли мужчины, как было принято в мистериях. Оригинальная версия с размером три четверти содержит «дрожащие» переченья (Фа# в дисканте, Фа в теноре) при исполнении «by, by».
Маудик, который может идентифицироваться как портной из прихода Св. Михаила в Ковентри конца XVI века, предпринимал попытки возродить цикл летних мистерий в 1591 году, но городские власти не поддержали его инициативу. Мистерия возобновлена и проходит в соборе с 1951 года.
Мелодия с размером четыре четверти предложена Уолфордом Дейвисом.

### Вариант «Аппалачи»
Вариант кэрола в июне 1934 года вошёл в сборник фольклориста Джона Джейкоба Найлза (рассказана «пожилой дамой в серой шляпе», по словам Найлза, пожелавшей остаться неизвестной). Кэрол не обнаружен ещё где-либо кроме Гэтлинберга (Теннесси), отчего считается, что Найлз, будучи хорошим композитором, написал её сам. Джоэл Коэн обнаружил хоральный вариант кэрола XVIII века с некоторыми словами Coventry Carol и гармонией, как в варианте Найлза. По этой причине Коэн утверждал, что вариант Аппалачи доподлинный, а приписывание авторства Найлзу объяснял предвзятостью Крампа к Найлзу из-за привычки последнего редактировать его материалы.
Хотя мелодия отличается от Coventry Carol, текст во многом схож, исключая добавленный стих (охарактеризованный Постоном как «достойный сожаления»):
And when the stars ingather do

In their far venture stay

Then smile as dreaming, little one,

By, by, lully, lullay

## Исполнители
Многие музыканты записали свои варианты песни, в том числе:

| - Элизабет Шуман, - Энтони Ньюли, - Стинг, - Шарлотта Чёрч, - Марк Ланеган, - Энни Леннокс, | - Кристин Макви, - Сюзанна Вега, - Тори Эймос, - Элейн Пейдж, - Джоан Баэз, - Элисон Мойе, | - Джон Денвер, - Лорина Маккеннитт, - Nox Arcana, - Анита Брайант, - Хейли Вестенра, - The Kingston Trio, | - Дина Шор, - Алекс Кингстон, - Джесси Норман, - Pentatonix, - Мэдди Прайор |